# PAF (ピックアップ)
PAF (PATENT APPLIED FOR) とはギブソン社のギターに搭載されたオリジナル・ハムバッキング・ピックアップの俗称である。

## 概要
ギブソン社のオリジナル・ハムバッカーにはPATENT APPLIED FOR（特許出願中）という刻印が為されたシールが貼付けられていた。
ハムバッカー自体はギブソンの技術者、セス・ラバーとテッド・マッカーティが開発したもので、其の構造からダブルコイル・ピックアップともよばれる。これは位相の異なる二つのコイルを一つの筐体に固定し、ハムノイズ（雑音）をキャンセルするという設計から来ている。
このピックアップのデザインがどれだけ画期的であったかは、歴史が証明している。このピックアップは現在でもリプレイスメントメーカーのコピーと崇拝の対象でありつづけている。

## 来歴
ハムバッカー以前にギブソン社製のギターに搭載されていたピックアップは殆どがP-90と呼ばれるものであり、これにはソープバーおよびドッグイアーと呼ばれるデザイン上のヴァリエーションが存在する。P-90自体は単一のコイルを備えた構造であって、いわゆるシングルコイルであるが、音質自体はハムバッカーに酷似しているといえる。勿論、より早い時期に存在したピックアップ・デザインはP-90のものであったことから、ハムバッカーはP-90の音質をコピーし、それからノイズを除くようにデザインされた同質のピックアップであると言えるだろう。
音質に関するギブソンのリサーチが確かであって、尚かつその系統、血統に同質の裏打ちを施されたものがハムバッカーなのであると言えるかも知れない。